# Конецкая (Алмозерское сельское поселение)
Конецкая — деревня в Вытегорском районе Вологодской области.
Входит в состав Алмозерского сельского поселения, с точки зрения административно-территориального деления — в Алмозерский сельсовет.
Расстояние по автодороге до районного центра Вытегры — 49 км, до центра муниципального образования посёлка Волоков Мост — 12 км. Ближайшие населённые пункты — Великий Двор, Новостройка, Старцево.
По переписи 2002 года население — 10 человек.